# Rivula ochracea
Rivula ochracea är en fjärilsart som beskrevs av George Francis Hampson. Rivula ochracea ingår i släktet Rivula och familjen nattflyn. Inga underarter finns listade.